# Mthatha
Mthatha é a cidade principal do Município Local de King Sabata Dalindyebo, no Cabo Oriental, província da África do Sul. A cidade possui um aeroporto, anteriormente denominado K. D. Matanzima Airport, em homenagem ao anterior líder Kaiser Matanzima.

## História
Foi um posto militar para forças coloniais, em 1882, mas a cidade, em si, foi fundada em 1883. A barragem de Mthatha situa-se a cerca de 8 quilómetros a montante da cidade. Mthatha tornou-se o centro administrativo da área, tendo inclusive catedrais anglicana e católica, embora possua membros de outras religiões, na cidade. Tornou-se também a sede das autoridades tradicionais e do edifício do parlamento.
Uma filial da Universidade de Fort Hare foi criada na cidade, que em 1977 se tornou na Universidade de Transkei, que foi integrada na Universidade Tecnológica e Científica de Walter Sisulu. O campus da universidade foi o ponto de partida para a primeira estação de rádio comunitária da localidade, que começou em 1996 e que se tornou numa importante radiodifusora.
De 1976 a 1994, foi capital do bantustão de Transkei, sob o nome de Umtata.
Depois do fim do apartheid, algumas secções de negócios africanas mudaram-se para áreas tradicionalmente de pessoas brancas, a fim de lá, praticarem atividades económicas.
Muitos dos líderes negros sul-africanos; incluindo Walter Sisulu e Nelson Mandela, vieram desta zona, e o reformado Mandela ainda mora na sua aldeia natal Qunu alguns quilómetros a sul de Mthatha. Mthatha possui três dos museus de Nelson Mandela.
Em Março de 2004 Umtata mudou oficialmente de nome para Mthatha.